# Janne Carlsson show
Janne Carlsson show var ett underhållningsprogram som sändes i Sveriges Television under sex lördagar i januari-februari 1981.

## Bakgrund
Programmet var en timmes direktsändning från Cirkus, Stockholm. "Loffe" fick fria händer att blanda lekfulla upptåg med seriösare inslag. 
I programmet  medverkade både professionella artister som amatörer. "Doa-kören" The Cookies (Rosa Gröning, Agneta Olsson och Agneta Gilstig), Torbjörn Eklunds tolvmannaorkester och en balett under ledning av Ann-Charlotte Lindström var de fasta inslagen i varje avsnitt 
|   | Datum            | Gästartister                                                          |
| - | ---------------- | --------------------------------------------------------------------- |
| 1 | 17 januari 1981  | Gösta "Snoddas" Nordgren (Det var "Snoddas" sista stora framträdande) |
| 2 | 24 januari 1981  | Anita Lindblom och Fred Åkerström                                     |
| 3 | 31 januari 1981  | Ann-Louise Hanson och Björn Skifs                                     |
| 4 | 7 februari 1981  | Eva Rydberg och J.C. Barreto                                          |
| 5 | 14 februari 1981 | Siw Malmkvist                                                         |
| 6 | 21 februari 1981 | Georg Rydeberg                                                        |